# Хагали (тауншип, Миннесота)
Хагали (англ. Hagali) — тауншип в округе Белтрами, Миннесота, США. На 2000 год его население составило 319 человек.

## География
По данным Бюро переписи населения США площадь тауншипа составляет 94,2 км², из которых 86,1 км² занимает суша, а 8,1 км² — вода (8,58 %).

## Демография
По данным переписи населения 2000 года здесь находились 319 человек, 121 домохозяйство и 101 семья.  Плотность населения —  3,7 чел./км².  На территории тауншипа расположено 187 построек со средней плотностью 2,2 построек на один квадратный километр. Расовый состав населения: 96,87 % белых, 1,88 % коренных американцев и 1,25 % приходится на две или более других рас. Испанцы или латиноамериканцы любой расы составляли 1,88 % от популяции тауншипа.
Из 121 домохозяйства в 33,9 % воспитывались дети до 18 лет, в 75,2 % проживали супружеские пары, в 5,8 % проживали незамужние женщины и в 16,5 % домохозяйств проживали несемейные люди. 16,5 % домохозяйств состояли из одного человека, при том 9,1 % из — одиноких пожилых людей старше 65 лет. Средний размер домохозяйства — 2,60, а семьи — 2,90 человека.
25,1 % населения — младше 18 лет, 5,0 % — в возрасте от 18 до 24 лет, 27,6 % — от 25 до 44, 28,5 % — от 45 до 64, и 13,8 % — старше 65 лет. Средний возраст — 41 год. На каждые 100 женщин приходилось 105,8 мужчин.  На каждые 100 женщин старше 18 приходилось 109,6 мужчин.
Средний годовой доход домохозяйства составлял 38 000 долларов, а средний годовой доход семьи —  41 250 долларов. Средний доход мужчин —  36 500  долларов, в то время как у женщин — 18 750. Доход на душу населения составил 13 672 доллара. За чертой бедности находились 11,1 % семей и 11,6 % всего населения тауншипа, из которых 11,2 % младше 18 и 22,2 % старше 65 лет.